# Babar
Pour l’article ayant un titre homophone, voir Babarre.
Pour les articles homonymes, voir Babar (homonymie).
Babar est un éléphant de fiction, héros de la littérature d'enfance et de jeunesse imaginé par Cécile de Brunhoff, mis en album et illustré par Jean de Brunhoff. Il est apparu pour la première fois en 1931 dans le livre Histoire de Babar.

## Historique
Cécile de Brunhoff est à l'origine de Babar. Elle a coutume de raconter des histoires à ses deux fils, Laurent et Mathieu. Parmi celles-ci, celle qui décrit les aventures d'un petit éléphant qui s'enfuit de la forêt pour échapper au chasseur et arrive dans une ville où il s'habille comme un homme. Revenu chez lui en voiture, il y rapporte les bénéfices de la civilisation et est couronné roi des éléphants.
Selon la légende familiale, la genèse de Babar trouverait sa source dans la famille Bunau-Varilla. La grand-tante de Laurent et Mathieu, Ida de Brunhoff, avait en effet épousé Philippe Bunau-Varilla, directeur général de la Compagnie universelle du canal interocéanique de Panama. Leur fille, Gisèle Bunau-Varilla, s'était mariée avec Mario Rocco, un aventurier napolitain. Ensemble, ils avaient chassé l'éléphant au Congo belge en 1928 avant de s'installer au Kenya. C'est dans ce pays qu'un éléphanteau blessé par des chasseurs d'ivoire, et recueilli par la femme d'un diplomate belge, serait devenu la coqueluche de leurs enfants.
C'est en lisant une lettre de Gisèle envoyée du Kenya que Babar aurait germé dans l'imaginaire de Cécile. Quoi qu'il en soit, le récit de leur mère pianiste leur plaît tellement qu'ils le racontent à leur père, Jean de Brunhoff, artiste peintre. L'idée lui vient alors d'en faire un livre illustré pour un usage familial. Son frère Michel de Brunhoff et son beau-frère Lucien Vogel, enthousiasmés, le publient en grand format aux Éditions du Jardin des Modes sous le titre L'Histoire de Babar le petit éléphant (1931), à l'époque de l'Exposition coloniale.
Les albums connaissent un succès inouï avec quatre millions d'exemplaires vendus avant 1939, après que la maison Hachette a racheté en 1936 les droits aux Éditions du Jardin des Modes. Babar rencontre également un grand succès aux États-Unis et en Grande-Bretagne. La salle de jeux / nursery pour les enfants de la première classe du paquebot Normandie lancé à la fin des années 1930 par les Chantiers de l'Atlantique sera entièrement décorée avec des fresques et des silhouettes découpées de Babar et de ses compagnons, d'après des dessins originaux de Jean de Brunhoff.
De 1940 à 1946, Francis Poulenc en réalise une mise en musique pour récitant et piano, plus tard orchestrée par Jean Françaix. À la disparition de son père en 1937, c'est Laurent de Brunhoff qui poursuit les aventures de Babar et les adapte pour la télévision française en 1969. Laurent de Brunhoff s'installe en 1985 aux États-Unis et confie en 1987 à la Clifford Ross Company la charge de choisir les sociétés à qui accorder les licences de produits dérivés. La société Nelvana, détenant la franchise au Canada et voulant multiplier ces produits dérivés, entre en conflit avec la Clifford Ross Company, la bataille judiciaire ne s'achevant qu'en 2000.
La famille Brunhoff ayant fait don de dessins préparatoires de trois des premiers albums à la Bibliothèque nationale de France, 2006 voit la consécration de Babar en France, avec son entrée dans les collections de cette bibliothèque.
En 2011, 13 millions d'exemplaires des 75 albums sortis ont été vendus dans le monde et traduits en 27 langues, d'après Christine Foulquiès, éditrice de Babar chez Hachette.

## Synopsis

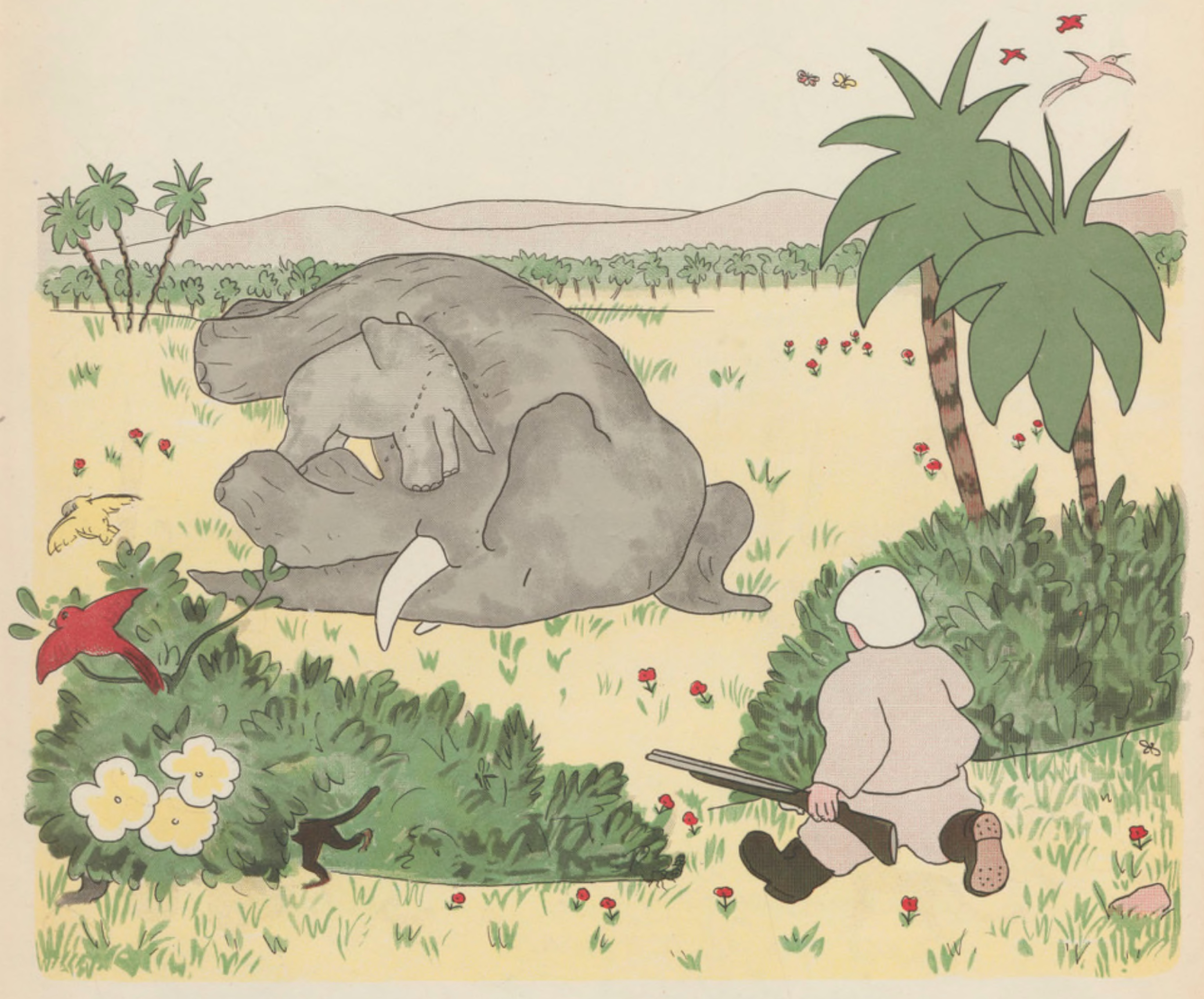
Babar, éléphanteau, pleurant sur le corps de sa mère abattue par un chasseur.

Après que sa mère a été tuée par un chasseur, Babar l'éléphanteau quitte sa jungle et arrive épuisé dans une grande ville, où il se lie d'amitié avec la vieille dame qui pourvoit à son éducation. Après peu de temps, il retourne finalement dans le clan des éléphants fuyant le chasseur. À la suite de la mort du roi ayant mangé des champignons vénéneux, et pour avoir déjoué les plans du chasseur et libéré les siens, Babar est couronné roi (royaume de Babar), se marie avec sa cousine Céleste, restaure la paix et fonde la ville de Célesteville dans laquelle chaque peuple animal construit sa maison avec son architecture particulière et vit selon ses propres coutumes.
La mort de sa mère, qui débute la première aventure de Babar en langue française, est absente de la version américaine.

## Autres personnages
- Céleste : la cousine et épouse de Babar, elle est reine
- Pom, Flore, Alexandre et Isabelle : les quatre enfants de Babar et Céleste
- Zéphir : un des plus anciens amis de Babar (c'est un singe)
- Arthur : le jeune beau-frère malicieux de Babar (petit frère de Céleste, et donc cousin de Babar)
- Christelle, la vieille dame : une amie (humaine) de Babar. C'est elle qui lui a enseigné la vie en ville.
- Cornélius : le plus vieil éléphant et le conseiller de Babar
- Pompadour : l'autre conseiller de Babar
- Troubadour : assistant personnel de Pompadour
- Poutifour : le jardinier de Babar
- Truffles : chef cuisinier de Babar
- Rataxès : le roi des rhinocéros
- Dame Rataxès : l'épouse de Rataxès
- Basil : le conseiller de Rataxès
- Victor : le fils de Rataxès et Dame Rataxès
- Podular : le sculpteur de chaises
- Badou : le fils de Pom et petit-fils de Babar et Céleste
- Rhudy : le fils de Victor et petit-fils de Rataxès et Dame Rataxès
- Professeur Grifaton : spéléologue (humain)
- Le chasseur : il tue la mère de Babar
- Docteur Capoulosse : médecin de famille, il soigne les enfants de Babar
- Olur : mécanicien
- Hatchibombotar : balayeur

## Symbolique

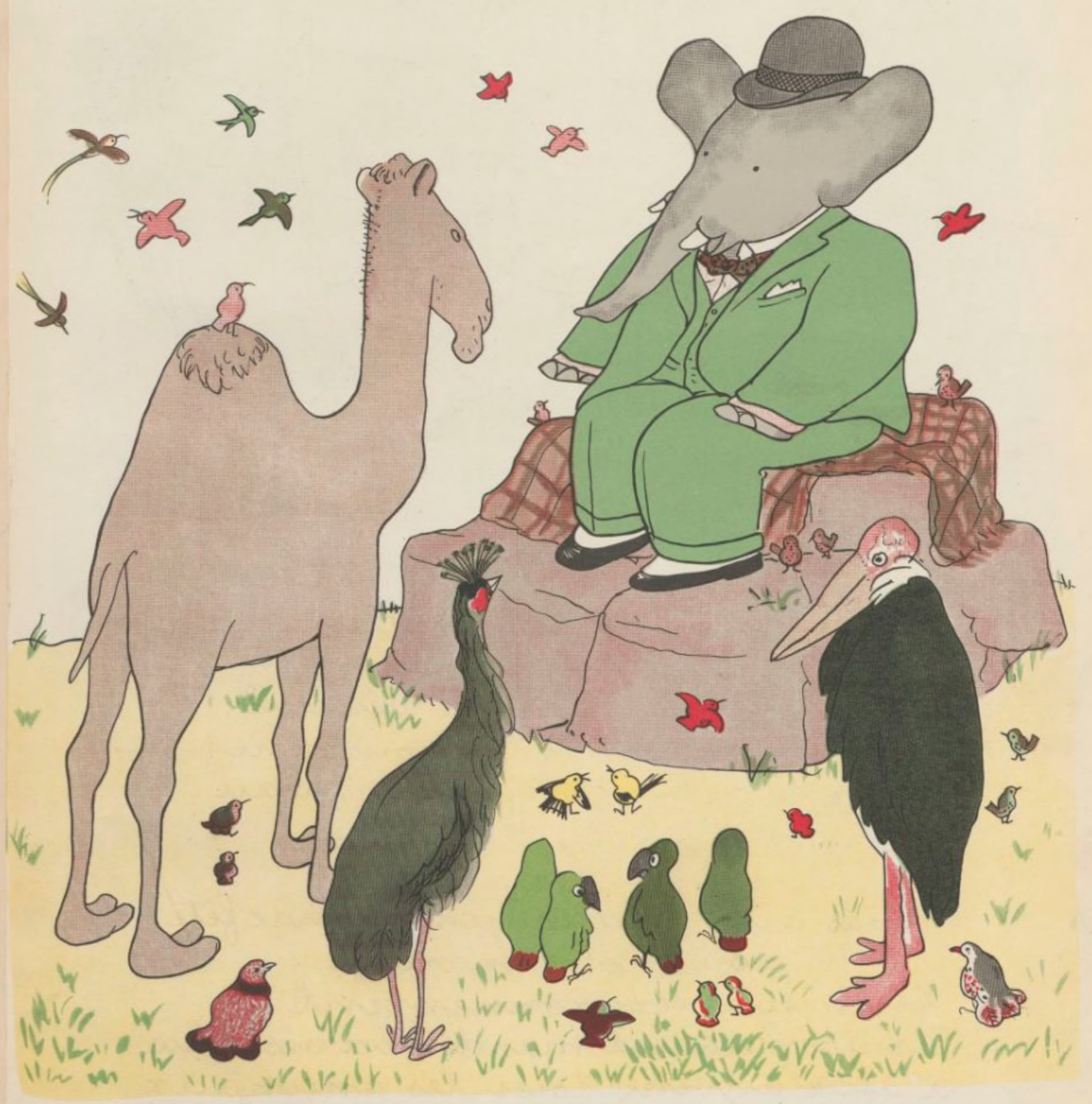
Babar en costume, s'adressant aux animaux de sa cour, avant son mariage avec Céleste.

Babar introduit chez les éléphants une forme très française de civilisation occidentale (entre autres, il les fait s'habiller en costume occidental), certains ayant pu voir une apologie de la colonisation par Jean de Brunhoff. La Vieille Dame comme les peuples animaux peuvent symboliser des républiques, alors que Babar représenterait une monarchie pacifiée. En passant du statut de l'enfant à celui d'adulte et du statut d'animal à celui d'homme (anthropomorphisation qui permet à l'enfant de s'identifier), le héros effectue des rites de passage classiques.

## Apport deBabarà la littérature de jeunesse
Le format choisi par la famille Brunhoff pour éditer les histoires de Babar est une révolution. Avant cela, les albums illustrés pour la jeunesse étaient de petite taille et les images ressemblaient plutôt à des vignettes. Avec Babar, c'est l'avènement de l'album grand format aux doubles pages illustrées.
La technique de dessin employée par Jean de Brunhoff est également une innovation dans le domaine : en premier lieu tracés à l'encre de chine, les dessins sont ensuite colorés par de riches aplats d'aquarelle. En résultent des couvertures et des illustrations aux couleurs éclatantes.

## Lieux
Babar a été créé à Chessy, petite bourgade de Seine-et-Marne, qui a baptisé l'une de ses rues (entre le coude de la rue du Petit-Champ et celui de la rue Charles-de-Gaulle) du nom de « Place Jean de Brunhoff », le créateur de Babar. La maison qui a été le berceau de Babar existe toujours. La famille de Brunhoff a en effet habité la villa Lermina construite en 1802, actuelle « Muscadelle » qui se situe 83 rue Charles-de-Gaulle. Chessy, fier de cette histoire, a même donné le nom de Cornélius, précepteur et sage conseiller de Babar, à l'un des groupes scolaires de la commune (maternelle et élémentaire), rue Charles-de-Gaulle, juste en face de la « Muscadelle ». Devant l'entrée de l'école, la municipalité a fait édifier une statue de Cornélius.

## La chanson des éléphants

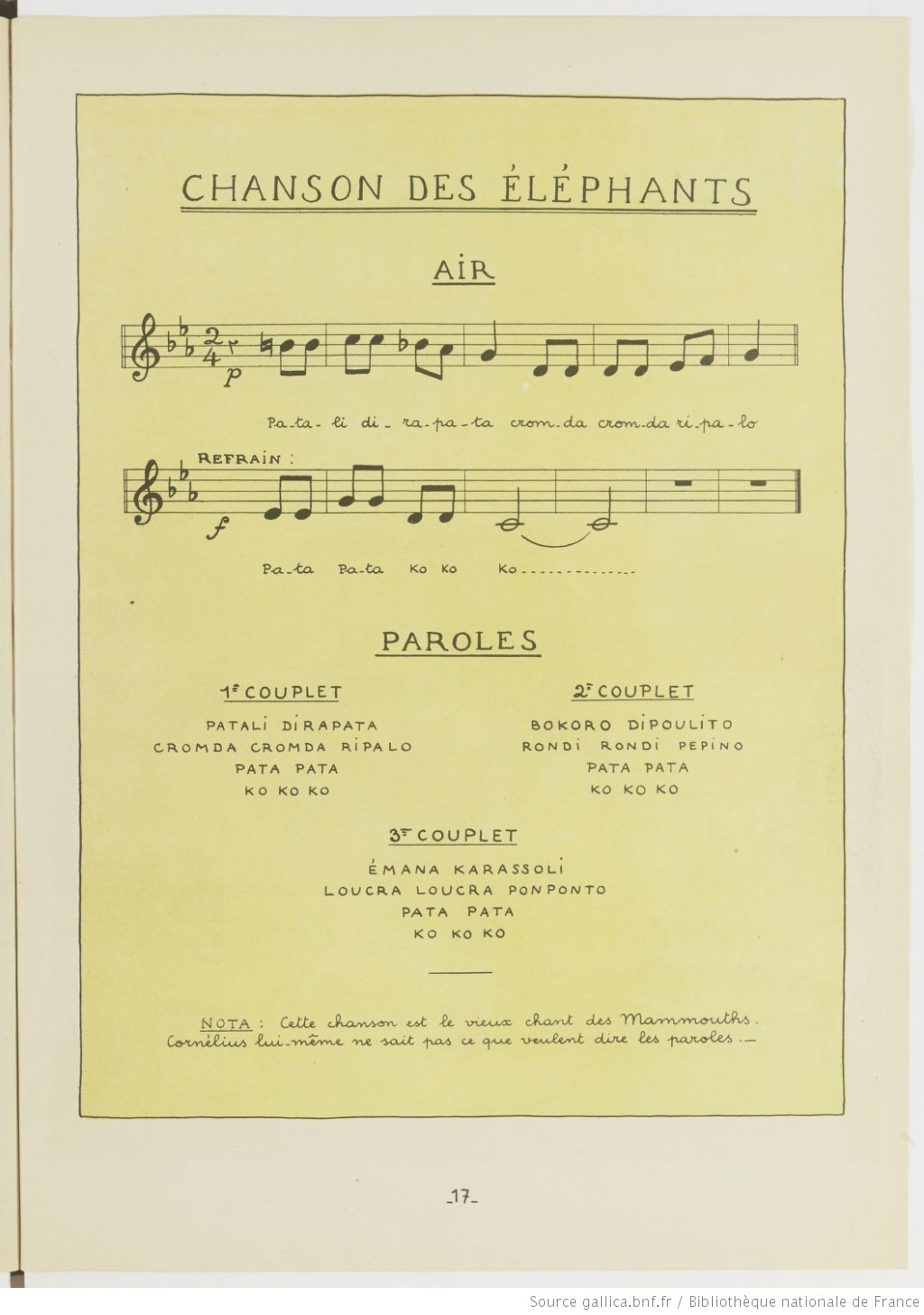
Chanson des éléphants (page 17 de l'album Le Roi Babar).

Il s'agit de la vieille chanson des mammouths. Malgré son âge, « Cornélius lui-même ne sait pas ce que veulent dire les paroles ». Selon August A. Imholtz Jr. il s'agit, pour la première strophe, d'un texte sanskrit.
Patali Dirapata, Cromda Cromda Ripalo, Pata Pata, Ko Ko Ko

Bokoro Dipoulito, Rondi Rondi Pepino, Pata Pata, Ko Ko Ko

Emana Karassoli, Loucra Loucra Nonponto, Pata Pata, Ko Ko Ko.

## Publications

### Par Jean de Brunhoff
- Histoire de Babar — Paris, Éditions du Jardin des Modes, groupe de publications Condé Nast, 1931.
- Le Voyage de Babar — Paris, Éditions du Jardin des Modes, groupe de publications Condé Nast, 1932.
- Le Roi Babar — Paris, Éditions du Jardin des Modes, groupe de publications Condé Nast, 1933.
- A.B.C. de Babar — Paris, Éditions du Jardin des Modes, groupe de publications Condé Nast, 1934.
- Les Vacances de Zéphir — Paris, Hachette, 1936.
- Babar en famille — Paris, Hachette, 1938.
- Babar et le Père Noël — Paris, Hachette, 1941.

### Par Laurent de Brunhoff
- Babar et ce Coquin d'Arthur, 1948
- Pique-nique chez Babar, 1949
- Babar dans l'Île aux oiseaux, 1952
- La Fête de Célesteville, 1954
- Babar et le Professeur Grifaton, 1956
- Le Château de Babar, 1961
- Babar en Amérique, 1965
- Je parle anglais avec Babar, 1966
- Je parle allemand avec Babar, 1966
- Je parle espagnol avec Babar, 1966
- Babar fait du ski, 1966
- Babar à New York, 1966
- Babar sur la Lune, 1969
- L'Anniversaire de Babar, 1970
- Babar sur la planète molle, 1972
- Babar et le Wouly-Wouly,1977
- Babar et les Quatre Voleurs, 1978
- Babar et le Fantôme, 1981
- Babar et sa Fille Isabelle, 1988
- La Victoire de Babar, 1992
- Babar et la Cité perdue, 1995
- Coup de foudre aux Jeux de Célesteville, 2011
- L'Île du Paradis, 2014
- Babar à Paris, 2017

## Postérité
Babar a fait l'objet de 1 000 ouvrages, albums périodiques, livres, documents et thèses. Il a été traduit dans 17 langues et est connu dans plus de 150 pays où il s'est vendu plus de huit millions de livres. Au niveau des produits dérivés, la marque Babar, multi-générationnelle, a généré plus de 100 titulaires de licence dans le monde, et 500 objets (peluches, figurines, jeux de sociétés) à son effigie. Au Japon, 15 magasins sont dédiés à Babar,.
Les sociologues Ariel Dorfman et Herbert Kohl (en) dénoncent dans le personnage de Babar des aspects réactionnaire, anti-démocratique, colonialiste, raciste et sexiste, qui s'expliquent par la création du personnage en 1931 (époque de l'Exposition coloniale internationale).

### Adaptations

#### Disques
Ces adaptations de 1957, composées par Maritie et Gilbert Carpentier et interprétées par plusieurs artistes dont François Périer et Jean Desailly, ont reçu le Grand Prix du Disque de l'Académie Charles-Cros.
- no 1 : Histoire de Babar, le petit éléphant
- no 2 : Le Voyage de Babar
- no 3 : Le Roi Babar
- no 4 : Babar en famille
- no 5 : Babar et le Père Noël
- no 6 : Babar et le Professeur Grifaton
- no 7 : Babar et ce Coquin d'Arthur

Des adaptations sont également sorties en 1970, composées par Antoine Duhamel, racontées et interprétées par Jean-Marc Bory.
- Babar dans l'île aux oiseaux
- Babar au cirque
- Babar musicien

En 1970 (également), sort le disque L'histoire de Babar, raconté par Jacques Brel sur une musique de Francis Poulenc (le texte est de Jean de Brunhoff, l'orchestre des Concerts Lamoureux est dirigé par Jean Laforge).

#### Musique
- Une aventure de Babar, musique de Pierre Vellones (1936) destinée au théâtre de l’Oncle Sébastien de Léon Chancerel.
- L'Histoire de Babar, le petit éléphant : partition pour récitant et piano créée par Francis Poulenc en 1940, orchestrée ensuite par Jean Françaix.
- Babar the elephant [L'Éléphant Babar], opéra pour enfants, de Dorothy Heyward, Nicolaï Berezowsky et Judith Randal, 1953.
- Le Voyage de Babar pour récitant et piano de François Narboni, 2013 ; version pour récitant et orchestre, 2016, Orchestre philharmonique de Turin.
- Le Voyage de Babar (The Travels of Babar) : partition pour récitant et huit musiciens (clarinette, basson, cornet à pistons, trombone, alto, violoncelle, piano et percussion) créée par Raphael Mostel en 1994[19],[20]. La version orchestrale fut présentée au public pour la première fois par l'Orchestre symphonique de Montréal le 15 mai 2016 à Montréal[21].

#### Films d'animation
- 1968 : Babar, le Petit Éléphant
- 1971 : Babar en Amérique
- 1986 : Babar et le Père Noël
- 1989 : Le Triomphe de Babar d'Alan Bunce
- 1999 : Babar, roi des éléphants de Raymond Jafelice

#### Séries télévisées
- Première série 1969 : Les Aventures de Babar
- Deuxième série 1989-1991, 2000 : Babar
- Dernière diffusion sur la chaine Tiji.
- Début 2011-2016 : TF1 lance un projet de série télévisée en 3D, dont la diffusion a commencé en février 2011, Babar - Les Aventures de Badou[22].

#### Jeu de société
- 1978 : Babar -- The King of the Elephants, de 2 à 4 joueurs, durée moyenne d'une partie : 20 minutes, édité par Parker Brothers

#### Jeu vidéo
- 2005 : Babar et la médaille royale sur PC.
- 2006 : Babar à la rescousse sur GBA par Logithéque.

### Expositions
- Babar et la Mode des années trente, Paris, Musée en herbe, 22 avril 1992-15 novembre 1993[23]
- Les Histoires de Babar, Paris, musée des Arts décoratifs de Paris, Galerie des jouets, du 8 décembre 2011 au 2 septembre 2012[24]
- La Fabrique de Babar, Paris, Bibliothèque nationale de France, Galerie des donateurs, du 13 décembre 2011 au 29 janvier 2012[25]

## Droits et domaine juridique
C'est le 1er janvier 2008 que les productions de Jean de Brunhoff sont entrées dans le domaine public français.